# 솔루션 저널리즘
솔루션 저널리즘(해법저널리즘, 영어 : Solutions Journalism) 은 사회 문제뿐만 아니라 그에 대한 반응에 초점을 맞춘 뉴스보도 방식이다. 신뢰할 수 있는 증거를 중심으로 다루는 솔루션 보도는 어떠한 솔루션 즉 해법이 효과 있는 이유 또는 효과 없는 이유를 설명한다.  솔루션저널리즘은 좋은 의도보다는 좋은 성과의 증거를 강조한다. 또, 해당 해법의 한계를 논의하고 다른 사람들에게 유용한 통찰을 제공하기 위해 노력한다.  솔루션 저널리즘은 세상이 어떻게 잘못되고 있는가를 얘기하는 게 아니라, 어떻게 더 나은 방향으로 갈 수 있는가를 얘기하는 것이다. )

## 특징
- 대안 제시(response) : "대안이 빠졌다면 솔루션 저널리즘이 아니다."
- 대안의 성과에 대한 증거 제공(evidence) : "솔루션 저널리즘은 단지 아이디어일 뿐이다. 그러나 다른 모든 훌륭한 기사들이 그러하듯 확실한 증거에 의해 뒷받침돼야 한다. 기자의 의도(intention)가 선하다고 기사가 선한 것은 아니다. 초기단계에서는 신뢰할 만한 취재원의 주장이 증거로 제시될 수도 있다. 그런데 그 주장은 과장되지 않은 것이어야 한다."
- 통찰 및 교훈의 전달(insight or teachable lesson) : "솔루션 저널리즘은 영감을 줄 수 있다. 하지만 영감을 주기 위해 보도해서는 안 된다. 이 세상이 어떻게 돌아가는지, 어떻게 더 좋은 세상을 만들 수 있는지에 대한 통찰이 보도의 결과물로 수반될 수 있다."
- 대안의 한계(limitations of a response) 제시 : "사회문제에 관한 한 완벽한 해법이란 없다. 모든 대안은 위험과 한계를 안고 있다. 훌륭한 솔루션 저널리즘은 부족함을 부끄러워하지 않는다. 솔루션 저널리즘은 걸작이 아니다."

## 영향력
- 정책당국, 시민활동가, 시민들이 사회문제에 대한 새로운 접근방식을 갖도록 해준다.  - 미국 코퍼스 크리스티 콜러 타임스(Corpus Christi Caller-Times)의 ‘당뇨병의 비용’ 1년 연재기사. 코퍼스 크리스티 카운티는 미국 내에서 가장 높은 절단수술이 행해지고 있는 지역. 이 연재는 당뇨병에 성공적으로 대처하고 있는 미국 내 다른 지역의 솔루션을 소개해 지역독자의 호응을 일으킴.
- 무사안일주의를 무력화시킨다.   - 한 지역에서 대안이 성공적으로 적용되고 있는 것을 보여줌으로써 다른 지역의 실패에 대한 변명을 무색하게 만들 수 있다.   - 뉴욕타임스 매거진의  에이즈 치료약 탐사보도. 이 기사는 브라질이 어떻게 에이즈 치료약 가격을 획기적으로 낮췄고 어떤 식이요법을 실행하고 있는지, 미국 정부와 제약업계가 어떤 문제를 가졌는지 심층취재. 에이즈, 결핵, 말라리아 퇴치를 위한 세계기금 설립의 단초 마련.
- 독자∙ 시청자들의 참여를 높인다.  - 더 시애틀타임스의 ‘에듀케이션 랩 (Education Lab, Ed Lab)’ 연재. 에드 랩 독자 780명에 대한 설문조사 결과 그들은 이 연재기사를 통해 자신들이 공교육의 주체가 되는 느낌을 받았다고 밝혔다. 응답자의 절반 이상은 이 기사들을 통해 교육에 대한 참신한 정보들을 얻었다고 답했고, 87%는 대안 제시에 초점을 맞춘 기사에 고마움을 느꼈다고 말했다. 교육자의 84%는 에드 랩의 기사 내용을 놓고 다른 사람과 대화할 용의가 있다고 응답했다. 기사를 읽은 독자들은 문제를 다루는 효과적인 방법이 있다는 것을 알게 됐다.
- 지역 여론과 정책을 변화시킨다  - 밀워키 저널 센티널(Milwaukee Journal-Sentine)의 정신질환 연재기사. 정신질환자들이 학대와 방치로 인해 죽어가는 실태, 의료시스템 개선책 보도. 이후 밀워키 시는 전문가와 관계자들이 포함된 비정치적인 정신건강위원회를 설립하고 정신건강 예산을 확대.

## 빠지기 쉬운 함정
- 영웅 숭배(Hero Worship): "대중에게 영웅을 소개하는 기사들이 있다. 그런데 그 영웅들이 어떤 영향을 미쳤는지에 대해서는 다루지 않는 경우가 많다. 영웅의 출현에 대해 널리 알리기는 것도 중요하지만 그 개인적 삶의 명암(예를 들어 세상을 구하기 위해 고임금 직장을 떠나야 했던 과거)에 대해 언급하는 것도 빼놓지 말아야 한다."
- 묘책(Silver Bullet): "이런 유형의 기사는 첨단기술 및 혁신산업 분야에서 찾을 수 있다. 새로운 장치(gadget)들은 종종 ‘구세주’란 찬사를 받기도 한다. 또 증거 이상으로 과대평가된다. 자금(money)은 때때로 ‘특효약’으로 간주된다."
- 친구 홍보해주기(Favor for a Friend): "이런 종류의 기사에서 다뤄지는 인물이나 사례는 극히 제한적이기 때문에 홍보성 기사라는 것을 어렵지 않게 눈치 챌 수 있다. 이는 기사로 포장된 홍보일 뿐이다."
- 싱크탱크(Think Tank): "오피니언 저널리즘(Opinion journalism)은 사회문제에 대한 실재적인 대안을 내놓는다면 솔루션 저널리즘의 역할을 할 수 있다. 그러나 추상적 진단에 그친다면 ‘싱크탱크 저널리즘’으로 간주될 수 있다."
- 뒷북치기(Afterthought): "사회문제 해결 노력에 대한 립서비스가 이런 유형의 기사다. 이러한 해법 제시는 진정한 대안으로 받아들여서는 안 되며 단지 뒷북치기일 뿐이다."
- 즉흥적 활동가(Instant Activist): "이러한 기사들은 감상적인 기사를 내세워 경제적 지원을 요구한다. 솔루션 저널리즘은 독자들에게 ‘5달러 클릭’을 요구하지 않는다."
- 일회성 감동기사, 크리스 피 베이컨(Chris P. Bacon): 대표적인 것이 장애를 갖고 있는 애완돼지 크리스 P. 베이컨을 위해 휠체어를 만들어준 주인의 이야기다. 일회성 감동기사를 접하면 세상은 감동적인 일을 하는 착한 사람들로 가득 차 있는 것 같다. 그러나 이런 기사의 함정은 사회문제의 구조적 접근을 방해하는 것이다.

## 솔루션저널리스트의 도구
- 기자(reporter)의 도구  - 기본 팩트는? (누가, 언제, 어디서, 무엇을, 어떻게, 왜)  - 이것이 주는 시사점은? 전망은?(기존 저널리즘은 여기까지)  - 이 문제의 진짜 원인은 무엇인가?(조사, 분석)  - 이 문제에 대해 대처하고 있는 것은 누구인가?(취재원 발굴) 그들은 무슨 해법을 제안하는가? (해법 조사)   - 현재까지 나온 해법은 문제 해결에 얼마나 성공했는가? 성공의 한계는 무엇인가?   - 실패했다면 원인은 무엇인가? 배울 점은 무엇인가?  - 탁월한 해법의 확산을 막는 요인은 무엇인가?
- 편집자(editor)의 도구  - 대안 제시에 좀 더 초점을 맞추는 기사가 회사의 보도 방향과 부합하는가?  - 솔루션 저널리즘을 필요로 하는 이슈가 있는가? 새로운 시각으로 이슈를 바라보았는가?  - 특정 정파나 정책과 무관하게 여론 및 정책에 영향을 미칠 것으로 기대되나? 이것이 회사의 보도 방향과 적합한가?  - 취재와 보도를 가로막는 장애물은 없는가? 만약 있다면 극복 가능한 방법이 있는가?   - 솔루션 저널리즘 취재와 보도를 계속 진행할 수 있도록 도울 편집국 동료들이 있는가? (유능한 기자들이 있는가?)

## 솔루션저널리즘 도입 국내 언론사
- 조선일보 더나은미래 http://futurechosun.com/
- 사회적경제미디어 이로운넷 http://www.eroun.net/

## 작성 사례분석
“모유수유에 성공한 디트로이트 병원의 흑인 아기들”(2015년 4월 20일, 몰리 긴티 Molly M. Ginty 기자)
- 기사 초반에 해법 즉 솔루션을 다룬다.

```
"모니카 워싱턴은 1살 아기인 에드윈과 그의 어머니 재스민 키드를 껴안기 위해 팔을 활짝 벌린 채 웃으며 말했다. “아기를 내게 줘요.” 에드윈 가족은 디트로이트 세인트존 메디컬센터에서 실시하고 있는 모유수유 프로그램에 참여하고 있다. 키드는 보조개 파인 얼굴에 주름을 지으며 말했다. “모유수유에 성공하기까지 석 달이나 걸렸어요. 그러나 내가 좌절할 때마다 모유수유 상담사인 모니카가 내게 용기를 주고 밤 늦게도 내 상담전화를 받아주며 문자로필요한 조언을 해줘 극복할 수 있었어요.”
```

- 해법에 대한 기본 정보를 준다.

"미국 내 인종 중 흑인의 모유수유 비율이 가장 낮다. 따라서 이들은 비만과 당뇨병 등 각종질병에 더 많이 시달린다. 산모교육(Mother Nurture) 프로그램은 흑인 산모들의 연대를 강화함으로써 모유수유 비율을 획기적으로 높였다. 이 프로그램이 도입된 2011년 이 병원 산모들(대부분 흑인)의 모유수유 비율은 46%에 불과했지만 현재는 64%로 증가했다. 보건 전문가들은 산모교육 프로그램이 지역사회의 문화를 잘 반영한 것이라며, 공동체 중심의 이러한 모유수유 해법은 미국 전체 흑인 산모들의 모유수유 비율을 높이는데 도움이 될 것이라고 지적했다. 지원단체들도 이에 공감하고 있다. W.K.켈로그 재단은 흑인 지역사회 모유수유 프로그램을 위해 2년 동안 50만 달러를 지원하기로 했다.“
- 전체 상황을 이해할 수 있는 통계를 제시한다.

"미국 질병관리본부에 따르면 흑인 산모 중 모유수유를 실시한 비율은 59%에 불과하다.75%인 백인, 80%인 히스패닉에 비해 낮은 수치다. 신생아 생후 6개월간 모유수유만을 하는 흑인 산모는 30%밖에 안 된다. 이에 비해 백인은 47%, 히스패닉은 45%다. 최소 신생아 생후 6개월간 모유수유는 미국 소아과학회, WHO 등 여러 전문기관들의 권장사항이다."
- 문제의 원인을 제시한다. 이때 기존 연구자료, 전문가를 다양하게 인용한다.

"흑인 여성들의 모유수유를 가로막는 장애물은 두 가지다. 첫째는 문화적 조롱이다. 이는 노예시대에 흑인 여성 다수가 유모로 일했기 때문이다. 둘째, 흑인 여성들의 경우 시간제나 저임노동에 종사하는 경우가 많아 모유를 짜거나 저장하는 등의 모유수유 활동에 대한 지원을 받지 못한다. 또한 모유를 아기의 대용식 정도로 간주하는 흑인 사회의 오랜 식습관도 문제다. 보건 분야활동가인 캐서린 바버는 2005년 펴낸 ‘흑인 여성의 모유수유 안내서’란 책에서 “흑인 노예 여성들은 그들의 자녀들에게 우유, 옥수수빵, 당밀, 채소죽 등 간편식을 먹일 수밖에 없었고, 모유수유를 한 여성들조차 분유수유를 병행할 수밖에 없었다”고 지적했다.“
- 근거 사례, 모범 사례를 다룬다.

“같은 처지에 있는 흑인 여성들이 다른 흑인 여성들에게 모유수유를 격려하고 지원하는 것이 도움이 될까? 디크로이트 세인트존 메디컬센터 산모교육 프로그램의 3명의 모유수유 상담사 중 1명인 르네 피어슨은 “물론 그렇다”고 자신있게 대답했다. 피어슨이 20년 전 딸을 출산했을 당시 그의 할머니는 모유가 흘러내리지 않게 가슴을 꽁꽁 싸매고 지갑을 털어 분유를 사라고 충고했다. 그는 “대부분의 흑인 여성들과 마찬가지로 가족이나 친구 중 모유수유를 한 사람이 없었기 때문에 나 역시 그럴 생각을 못했다. 나는 둘째를 갖기 전까지 모유수유가 건강에 더 좋다는 사실조차 몰랐습니다. 두번째 임신을 하고 WIC(여성∙ 아동을 위한 미국 정부 특별영양보급 프로그램)에서 식료품을 지원받을 때 만난 흑인 여성 상담사가 모유수유를 추천하면서 이에 대해 알게 됐다”고 말했다. 그 상담사는 모유수유가 산모의 당뇨병과 아기의 천식, 각종 감염, 호흡기질환의 위험을 줄여주며, 이로 인해 영아사망율도 낮춰준다고 알려줬다. 흑인의 경우 이러한 질병의 발생률이 다른 인종에 비해 높다. (중략) 아들을 출산하면서 모유수유의 장점을 경험한 피어슨은 가족과 친구들을 대상으로 모유수유 전도사로 나섰다. 그는 모유수유 촉진에 열정적으로 나섰고, 처음 보는 산모에게도 다가가 이를 권유했다. 그는 모유수유 권장을 사명으로 받아들였고, 이틀 간의 교육을 받은 후 WIC의 상담사로 나서게 됐다."
- 잠재적 걸림돌, 한계를 다룬다.

"워싱턴D.C.에 있는 ‘흑인 여성 건강 지상명령(Black Women’s Health Imperative)’의 린다 골러 블런트(Linda Goler Blount) 의장은 흑인 여성 상담사를 통한 모유수유 확산 활동은 의미가 있지만 광범위한 확대에는 잠재적 걸림돌이 있다고 지적했다. 흑인 비율이 83%에 이르는 디트로이트의 경우 흑인 여성 상담사의 발굴과 교육, 배치가 가능하지만 미국 전체 인구 중 흑인 비율이 12%에 불과한 실정에서 고립된 소수인 흑인 여성들에게 일일이 손길을 뻗기에는 무리가 있다고 말했다.“